# Septoria scorodoniae
Septoria scorodoniae är en svampart som beskrevs av Pass. ex Sacc. 1884. Septoria scorodoniae ingår i släktet Septoria och familjen Mycosphaerellaceae.   Inga underarter finns listade i Catalogue of Life.